# Dragan Dojčin
Dragan Dojčin (serbisch-kyrillisch Драган Дојчин; * 22. Januar 1976 in Zemun, SR Serbien) ist ein ehemaliger serbischer Basketballspieler und jetziger -trainer.

## Werdegang
Dojčin kam 2007 in die deutsche Bundesliga und stand dort zunächst drei Jahre bei Alba Berlin unter Vertrag. Im Spieljahr 2007/08, als er mit den Hauptstädtern deutscher Meister wurde, kam der Serbe in 39 Saisonspielen auf einen Mittelwert von 5,2 Punkten. Zu seinen Stärken gehörten der Dreipunktewurf, sein Einsatz und seine Einstellung. Er spielte zuletzt von 2010 bis 2013 für TBB Trier. Insgesamt bestritt er 182 Bundesligaspiele.
Nach seiner Karriere als Profibasketballer war Dojčin bis Februar 2014 als Trainer für die JBBL-Mannschaft der TBB Trier im Jugendbereich tätig. Danach arbeitete er bei der Profimannschaft des TBB Trier als Athletik- und Fitnesstrainer.
Zur Saison 2015/16 wurde Dojčin Cheftrainer der Artland Dragons, die zuvor den Rückzug aus der Bundesliga in die ProB angetreten hatten. Anfang Januar 2017 wurde er von den Quakenbrückern entlassen.
Dojčin lebt in Trier, ist verheiratet und hat zwei Kinder.

## Erfolge
- Slowenischer Pokalsieger und Vizemeister mit KK Pivovarna Laško (2004)
- Endspielteilnahme in der FIBA EuroCup Challenge mit Chimik Juschne (2006)
- Deutscher Meister mit Alba Berlin 2008
- Deutscher Pokalsieger mit Alba Berlin 2009
- Endspielteilnahme im Eurocup mit Alba Berlin 2010

### Als Trainer
- ProB-Achtelfinale mit den Artland Dragons